# Svend Langkjær
Svend Langkjær (* 23. August 1886 in Nykøbing Falster; † 2. Mai 1948 in Kopenhagen) war ein dänischer Hochspringer, Weitspringer, Kugelstoßer, Hammerwerfer und Zehnkämpfer.
Bei den Olympischen Spielen 1908 in London wurde er Achter im Standhochsprung. Im Standweitsprung kam er nicht unter die ersten Sieben.
1912 beendete er bei den Olympischen Spielen in Stockholm den Zehnkampf nach drei Disziplinen.
Dreimal wurde er Dänischer Meister im Hochsprung (1909, 1910, 1912) und je einmal im Hammerwurf (1910) und im Kugelstoßen (1924).